# Marijke Callebaut
Pour les articles homonymes, voir Callebaut (homonymie).
Marijke Callebaut (née le 11 août 1980) est une joueuse de football de nationalité belge. 

## Biographie
Elle a commencé sa carrière dans le petit club de Schroevers Moorsel où elle a joué avec des garçons. Transférée au Kamillekes Alost, elle y a joué en équipes de jeunes puis a débuté en équipe première en 1995. Au VC Dames Eendracht Alost, elle a remporté trois titres de Championne de Belgique et une Coupe de Belgique. 
Marijke Callebaut est alors partie aux États-Unis pour ses études. En été 2001, elle a joué en Islande. En été 2002 et 2003, elle a disputé la W-League avec deux clubs différents.
En 2003, elle a été transférée en Suède à Djurgårdens IF. Avec le club suédois, elle a été championne de Suède et a gagné la Coupe de Suède. Marijke Callebaut a aussi disputé la finale de la Coupe UEFA, elle est la première joueuse belge à l'avoir fait.
En décembre 2009, elle est revenue en Belgique au RSC Anderlecht. En juin 2011, elle est transférée au Club Bruges KV, club où elle arrête sa carrière.

## Palmarès
- Championne de Belgique (3): 1996 - 1999 - 2000
- Vainqueur de la Coupe de Belgique (1): 2000
- Doublé Championnat-Coupe (1) : 2000
- Championne de Suède (1) : 2004
- Vainqueur de la Coupe de Suède (1): 2004
- Doublé Championnat de Suède-Coupe de Suède (1): 2004
- Finaliste de la Coupe UEFA : 2005

### Bilan
- 6 titres